# Длоуха Лхота (Млада Болеслав)
Длоуха Лхота (чеш. Dlouhá Lhota) је насељено мјесто са административним статусом сеоске општине (чеш. obec) у округу Млада Болеслав, у Средњочешком крају, Чешка Република.

## Становништво
Према подацима о броју становника из 2014. године насеље је имало 404 становника.